# Nenad Veličković
Nenad Veličković (* 2. Mai 1962 in Sarajevo, Jugoslawien) ist ein bosnischer Schriftsteller und Literaturwissenschaftler.

## Leben und Wirken
Veličković wuchs in Sarajevo auf. 1986 schloss er ein Diplom-Studium der jugoslawischen Literatur und der serbokroatischen Sprache ab. 2006 erreichte er den Magistergrad mit einer Arbeit über das Theater von Dušan Kovačević. Er promovierte an der Universität Sarajevo über die ideologische Instrumentalisierung in Schullehrbüchern. Dort ist er Dozent am Lehrstuhl für serbische Literatur.
Sein Debüt-Roman Konačari (1995) wurde 1997 unter dem Titel Logiergäste bei Volk und Wissen herausgegeben. In ihm beschreibt Veličković die Belagerung Sarajevos während des Bosnienkrieges aus Sicht eines 18-jährigen Mädchens, das sich mit seiner Familie im Keller eines Museums versteckt. Das Buch wurde auch ins Englische, Italienische, Slowenische, Polnische und Mazedonische übersetzt. 2016 erschien im österreichischen Verlag Sisyphus der Folgeroman Der Vater meiner Tochter (Otac moje kćeri).
In seiner literarischen Arbeit setzt er sich kritisch und oft sarkastisch mit den Konflikten in Bosnien und Ex-Jugoslawien auseinander. In Sahib beispielsweise beschreibt er Nachkriegsbosnien aus der Perspektive eines ignoranten und arroganten Engländers, der in Sarajevo für die UN arbeitet. 2017 unterzeichnete er die Deklaration zur gemeinsamen Sprache der Kroaten, Serben, Bosniaken und Montenegriner, in der die ideologische Instrumentalisierung der Sprache kritisiert wurde. 1998 wurde Veličković mit dem bulgarischen Aleko-Preis ausgezeichnet.
1999–2007 war Veličković Eigentümer der Literaturwerkstatt Omnibus. 
Seit 2009 schreibt er eine satirische Kolumne für die Deutsche Welle, Škljocam i zvocam (dt. „Ich knipse und motze“).

## Werke
- Konačari (1995)
  - Deutschsprachige Ausgabe: Logiergäste, Übersetzung: Barbara Antkowiak, Volk und Welt, 1997, ISBN 3-353-01108-0.
  - Deutschsprachige Neuausgabe: Nachtgäste, Übersetzung: Barbara Antkowiak, Jung und Jung Verlag, 2025, ISBN 978-3-99027-411-8.
- Đavo u Sarajevu (1996)
- Sexikon/Sexpresionizam (1998)
- Sarajevski gastronauti (1999)
- Sahib: Impresije iz depresije (2001)
- Otac moje kćeri (2002)
  - Deutschsprachige Ausgabe: Der Vater meiner Tochter, Übersetzung: Marija Ivanović, Sisyphus, 2016, ISBN 978-3-903125-06-3.
- Viva SEXICO (2006)
- 100 zmajeva (2007)
- Dijagnoza-patriotizam (2010)
- Vremenska petlja (2011)
- Školokrečina: nacionalizam u srpskim, hrvatskim i bošnjačkim čitankama (2012)
- Vitez švedskog stola (2013)
- Ne govori mi dok te prekidam: Pubertetski antibonton (2018)